# La fille du puisatier (2011)
La fille du puisatier (dt. Die Tochter des Brunnenbauers) ist ein französischer Spielfilm von Daniel Auteuil aus dem Jahr 2011. Es handelt sich um eine Remake des gleichnamigen Films von Marcel Pagnol aus dem Jahr 1940; Pagnols Buch zum Film erschien 1941.

## Handlung
Kurz vor Ausbruch des Zweiten Weltkriegs in der Provence: Pilot Jacques Mazel, der Sohn des Gemischtwarenhändlers Mazel im kleinen Dorf Salon, lernt die junge Patricia Amoretti kennen. Sie ist die Tochter des örtlichen Brunnenbauers Pascal Amoretti, wuchs jedoch in Paris auf. Vor drei Jahren kehrte sie nach Salon zurück, weil ihre Mutter starb und Pascal mit fünf weiteren Töchtern zurückließ, von denen die jüngste kaum vier Jahre alt ist. Nun übernimmt sie in der Familie die Rolle der Mutter und zieht ihre Geschwister auf, wobei Schwester Amanda nur wenig jünger als sie ist. Es ist Patricias 18. Geburtstag, als sie Jacques kennenlernt. Sie hatte noch nie einen Freund und reagiert schüchtern, als er sie über den Bach trägt, bringt sie ihrem Vater doch Essen zur Baustelle. Hier trifft sie auch auf Pascals Mitarbeiter Félipe Rambert, der Patricia liebt. Zwar will Pascal für seine Prinzessin einen geeigneten Prinzen, würde jedoch auch Félipe als Schwiegersohn akzeptieren, da er so seine Tochter in der Nähe wüsste. Patricia ist bewusst, dass Félipe sie liebt, kann seine Gefühle jedoch nicht erwidern, zumal sie weiß, dass sich Amanda in Félipe verliebt hat. Als Félipe sie zu einer Flugshow einlädt, stimmt sie nur zu, weil Jacques auf der Show sein Können beweisen wird. Félipe stellt beide einander vor und Jacques verabredet sich heimlich mit Patricia. Die gibt daher vor, im Ort eine Verwandte besuchen zu wollen. Währenddessen bereitet sich Félipe auf seinen geplanten Heiratsantrag vor, betrinkt sich dabei jedoch hemmungslos. Patricia wiederum ist entgeistert, als Jacques sie auf seinem Zimmer küsst, und flieht. Weil der betrunkene Félipe sie jedoch nicht nach Hause fahren kann und das Auto nicht anspringt, bittet er am Ende Jacques, Patricia nach Hause zu bringen. Beide landen zunächst im Feld und schlafen miteinander. Sie verabreden sich für den nächsten Tag an einer kleinen Kapelle.
Jacques wird nach seiner Rückkehr nach Haus sofort an die Front gerufen, muss er doch einen verletzten Kameraden ersetzen. Er bittet seine Mutter, am nächsten Tag zur Kapelle zu gehen und Patricia einen Brief von ihm zu geben. Sie geht zwar zur Kapelle, verbrennt den Brief jedoch, als sie die ärmlich gekleidete Patricia sieht. Die wiederum glaubt, dass Jacques sie nie geliebt hat. Dies ist für sie umso tragischer, als sie von Jacques schwanger ist. Beim Ausbruch des Krieges wird auch Félipe an die Front berufen. Er gesteht Patricia vor der Abreise seine Liebe, doch eröffnet sie ihm, dass sie ein Kind von einem anderen Mann erwartet. Er würde sie dennoch heiraten, doch lehnt Patricia ab. Sie gesteht ihrem Vater ihre Schwangerschaft und der begibt sich kurz darauf mit allen Kindern zur Familie Mazel. Sie jedoch weigern sich zu glauben, dass Jacques der Vater des Kindes sein könnte. Um seine restlichen Töchter vor der Schande zu bewahren, verstößt Pascal seine Tochter und das uneheliche Kind. Patricia geht zu Pascals Schwester Mélanie, die als das schwarze Schaf der Familie gilt. Hier bringt sie ihren Sohn zur Welt, den sie André Pascal Amoretti nennt.
Félipe kommt von der Front zurück und wird von Amanda erwartet. Beide fahren heimlich zu Patricia und besuchen sie und das Neugeborene. Vor Pascal behaupten sie, auf dem Jahrmarkt gewesen zu sein, doch erfährt er schnell die Wahrheit und ist außer sich vor Wut. Die Nachricht, dass er einen Enkel hat, beruhigt ihn etwas, doch verletzt es seinen Stolz, dass der „Bastard“ seinen Nachnamen trägt. Er sucht Patricia auf, erliegt jedoch schnell dem Charme seines Enkelkindes. Er nimmt Patricia und ihren Sohn wieder in seiner Familie auf. Die Mazels haben unterdessen erfahren, dass Jacques’ Flieger abgeschossen wurde und er den Absturz nicht überlebt hat. Erst langsam nähern sie sich der Familie Amoretti, um ihren Enkel André kennenzulernen. Pascal gibt sich schroff, befürchtet er doch, dass beide ihm André wegnehmen könnten. Eines Tages erscheint Félipe bei den Mazels und eröffnet ihnen, dass Jacques lebt, und tatsächlich wartet er in der Stube auf seine Eltern und Patricia. Pascals Befürchtung, dass die Mazels seine Familie nun wieder verachten werden, bewahrheitet sich nicht. Jacques hält im Beisein seiner Eltern um Patricias Hand an und versichert ihr, dass er sie wirklich liebe. Félipe wiederum hat endlich erkannt, dass Amanda die richtige Frau an seiner Seite ist, und bittet Pascal darum, seine zweitälteste Tochter heiraten zu dürfen.

## Produktion

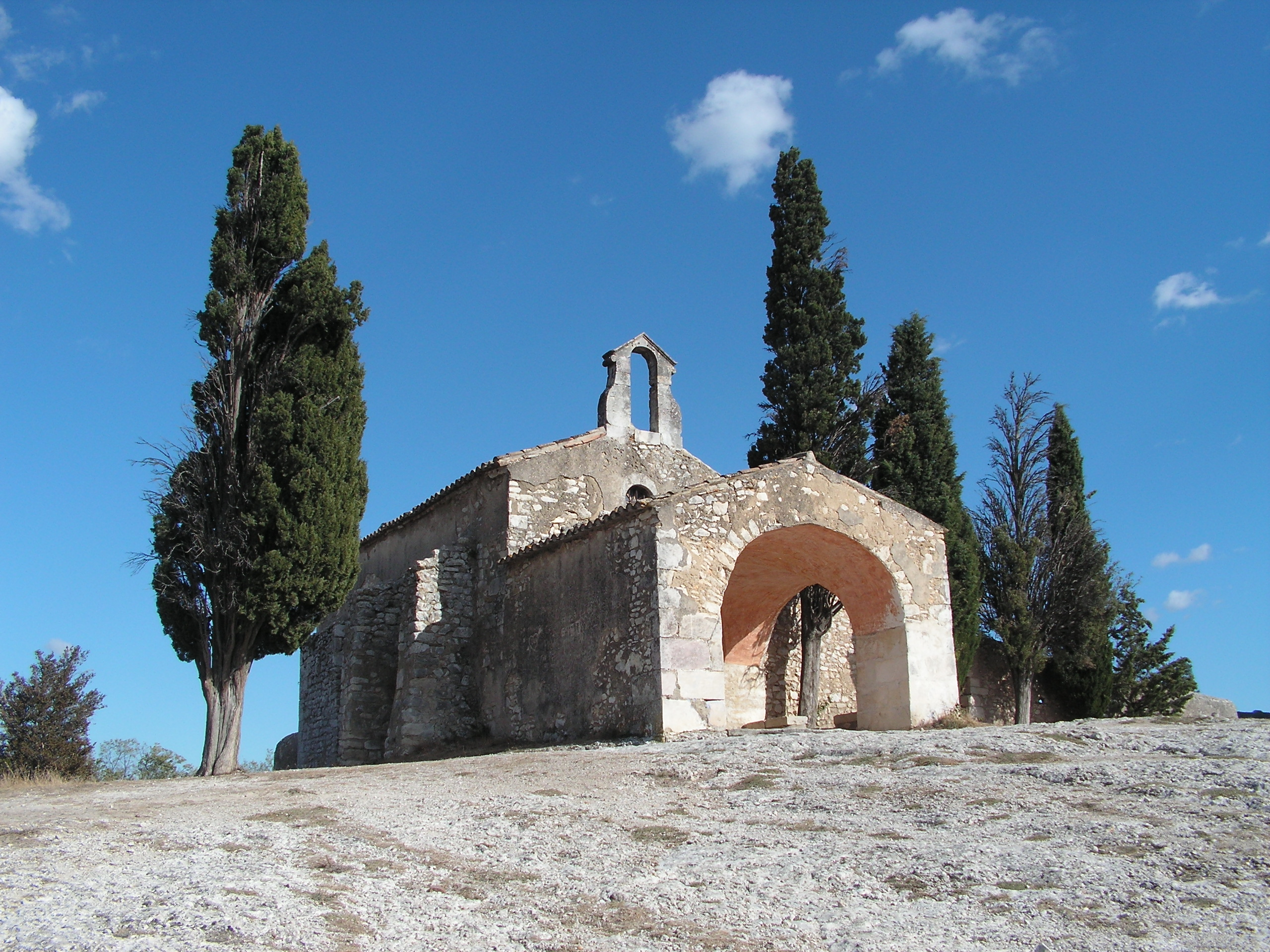
Die Chapelle Saint-Sixte, ein Drehort des Films

La fille du puisatier war das Regiedebüt von Daniel Auteuil, der nicht nur das Drehbuch schrieb, sondern auch die Hauptrolle des Familienoberhaupts Pascal Amoretti übernahm. Der Film wurde überwiegend in der Provence gedreht. Die Kapellenszene entstand an der Chapelle Saint-Sixte in Eygalières, die Zugstation Salon-de-Provence fand man im Bahnhof von Brignoles und der Laden von Mazel war in Wirklichkeit eine alte Eisenwarenhandlung in Cavaillon, Vaucluse. Nach eigenen Angaben arbeitete Auteuil rund 1,5 Jahren an dem Film.
La fille du puisatier kam am 20. April 2011 in die französischen Kinos und wurde von 1.334.610 Zuschauern gesehen. Im Oktober 2011 erschien der Film in Frankreich auf DVD. Eine Veröffentlichung in Deutschland erfolgte bisher (Stand: Oktober 2013) nicht.
Daniel Auteuil hatte Ende der 1980er-Jahre mit den Pagnol-Werken Jean Florette und Manons Rache seinen Durchbruch als Schauspieler erlebt. Mit La fille du puisatier schuf er ein Remake eines Pagnol-Films aus dem Jahr 1940, wobei Pagnol aus seinem Film 1941 auch einen Roman fertigte. Während das Kind André Pascal Amoretti im Film der Enkel von Pascal ist, handelte es sich in Wirklichkeit um Auteuils Sohn Zachary.

## Kritik
The Hollywood Reporter nannte den Film eine „hochglanzpolierte, wunderbar gespielte Geschichte von Liebe und Klassenunterschieden in Südfrankreich“, während die Washington Post befand, dass der Film „entschieden und fast schon trotzig altmodisch sei, aber nicht unbedingt auf eine schlechte Art und Weise“. Paris Match nannte den Film wunderbar und voller Menschlichkeit und stellte fest, dass er Auteuil eine seiner bisher schönsten Rolle beschere.
Positif kritisierte, dass der Film kaum Emotionen wecke und den Zuschauer gleichgültig zurücklasse, während andere Kritiker den Film „zu akademisch“ nannten oder bemängelten, dass Pagnols Film ein Werk seiner Zeit war, während Auteuils Interpretation sehr nahe an Pagnols Werk sei und daher wie „Disneyland in der Provence, mit abgehobenen Darstellern“ erscheine.

## Auszeichnungen
Alexandre Desplat wurde 2011 mit einem World Soundtrack Award als Soundtrack Composer of the Year ausgezeichnet.